# Les Dernières Aventures de Fra Diavolo
Pour plus de détails, voir Fiche technique et Distribution.
Les Dernières Aventures de Fra Diavolo (I tromboni di Fra' Diavolo) est un film comique italien sorti en 1962, réalisé par Giorgio Simonelli. Le film est une présentation comique de l'occupation napoléonienne du royaume de Naples.

## Synopsis
Dans le royaume de Naples, l'occupation par les troupes françaises devient insupportable, et commence à susciter des résistances dans la population. Le célèbre brigand Fra Diavolo en profite pour essayer de contrer la puissance français par tous les moyens.
Arrivent cependant quelques escadrons de français, ainsi qu'un petit groupe de soldats de la République cisalpine, commandés par le lieutenant Ippolito Salimei, un marquis d'origine piémontaise fidèle à la cause républicaine de la France. Il est assisté du sergent Visigato, qui est également à son service dans la vie civile.
Après quelques interventions du brigand qui menace l'ordre public, le colonel Chamonix, commandant les forces françaises, décide de traquer Fra Diavolo, confiant le château des barons Forzano, qu'il s'occupaient, au détachement cisalpin. Or c'est précisément dans ce château que vit la jeune baronne Cristina Forzano, fille du propriétaire et amoureuse de Fra Diavolo.
Afin de se marier, les deux amoureux se rendent dans un monastère perdu dans la campagne napolitaine : c'est là que se conclura l'histoire.

## Fiche technique
- Titre français : Les Dernières Aventures de Fra Diavolo
- Titre original italien : I tromboni di Fra' Diavolo
- Genre : comédie, film historique
- Réalisation : Giorgio Simonelli
- Scénario : Giulio Scarnicci, Renzo Tarabusi
- Musique : Carlo Rustichelli
- Production : Dario Sabatello
- Photographie : Francisco Sempere
- Montage : Gaby Peñalba, Dolores Tamburini
- Durée : 90 min
- Pays :  Italie
- Genre : Comédie
- Année de sortie : 1962
- Date de sortie en salle en France : 24 juillet 1963[1]
- Affiche : Constantin Belinsky (France)

## Distribution
Sauf indication contraire, les informations mentionnées dans cette section peuvent être confirmées par la base de données cinématographiques IMDb,  présente dans la section « Liens externes ».
- Ugo Tognazzi : sergent Visigato
- Raimondo Vianello : lieutenant Ippolito Salimei
- Francisco Rabal : Fra Diavolo
- Jocelyn Lane : Cristina Forzano
- Alberto Bonucci : lieutenant Bergere
- Moira Orfei : Carmela
- Germán Cobos : colonel Chamonix
- María Cuadra : Carla
- Fernando Sancho : Mammone
- José Calvo : sergent major Ducaine
- Julio Riscal : un officier

## Incohérences historiques
- Le général Bonaparte est habillé de la tenue de général de la garde impériale qu'il n'adoptera qu'après 1805, alors que les événements sont censés se passer en 1797-1799. Il porte déjà la légion d'honneur qu'il n'instituera en fait qu'en 1802.
- Dans les titres de noblesse italienne, les barons Forzano sont élevés au rang de marquis à partir du 1er avril 1789, et auraient donc dû être appelés ainsi dans le film[2].
- Dans le film, Frà Diavolo est présenté comme autant opposé aux Français qu'aux Bourbons, alors qu'en réalité il avait été nommé capitaine de l'armée des Bourbons et avait secondé l'amiral Sidney Smith, commandant la flotte royale de Naples.